# Phytoporphyrine
La phytoporphyrine, ou phylloérythrine, est une porphyrine semblable à la chlorine des chlorophylles mais dépourvu de groupe méthoxycarbonyle –COOCH3, avec un groupe éthyle –CH2–CH3 à la place du groupe vinyle –CH=CH2, et avec une double liaison supplémentaire sur le cycle D.
Les phytoporphyrines désignent par extension les porphyrines végétales partageant une structure semblable à celle de ce noyau.